# Unidade Galega (partit)
Unidade Galega va ser un partit polític gallec i d'orientació nacionalista gallega d'esquerres format el 1991. Era l'hereu del PSG-EG i el seu màxim dirigent va ser Camilo Nogueira. En les eleccions al Parlament de Galícia de 1993 es va presentar en coalició amb Esquerda Unida obtenint 44.902 vots (3,09%) i quedant-se sense representació parlamentària. L'any 1994 es va integrar en el Bloque Nacionalista Galego.
En el seu V Congrés Nacional, que es va celebrar el 20 de setembre de 2003, va decidir autodissoldre's com a partit polític i constituir-se en corrent d'opinió dintre del BNG.